# On Vacation
On Vacation är den första singeln från den amerikanska singer/songwritern Aimee Allens solodebutalbum A Little Happiness. Låten är skriven av Aimee Allen själv och har släppts som singel tidigare, i en annan version, under namnet Vacation Song.
Det finns även en musikvideo till låten som släpptes den 4 june 2009 på buzznet.com Videon har sedan dess även blivit upplagd på Youtube.